# Castillo de Burgdorf
El Castillo de Burgdorf (en alemán: Schloss Burgdorf) es un castillo situado en el municipio de Burgdorf, Cantón de Berna, Suiza. Es un lugar cultural de importancia nacional suizo.

## Historia

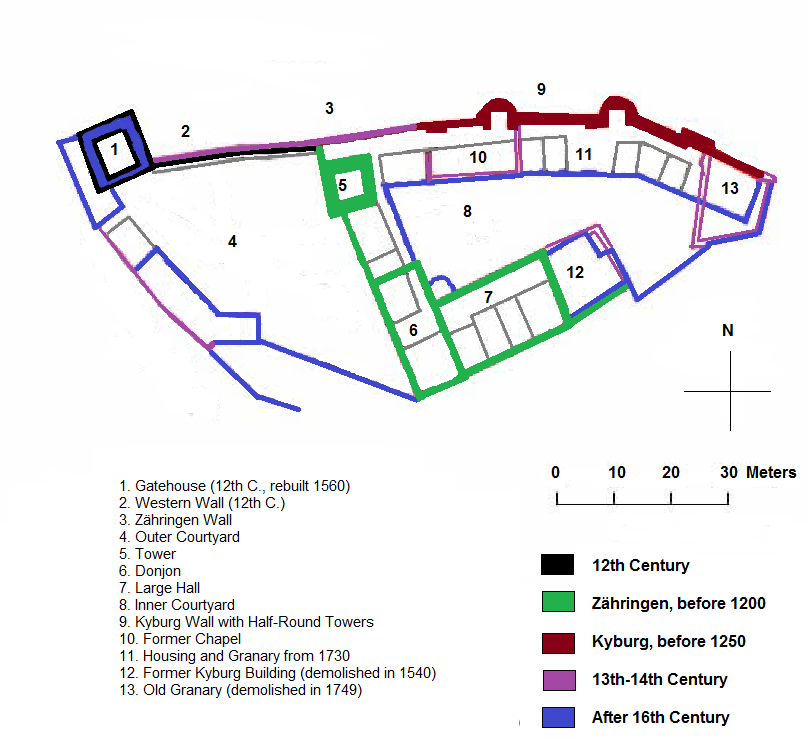
Plano del castillo que muestra las fases de su construcción.

Durante la Alta Edad Media el terreno que se convertiría en el actual Burgdorf era propiedad del Reino de Borgoña y desde 1080 de los duques de Zähringen. Los reyes o los duques construyeron un castillo en la orilla izquierda del río Emme; este castillo fue mencionado por primera vez en 1080 como castellum Bertoldi ducis. En 1077 y 1084, se mencionó una fortificación en el Emme, que aunque no nombraba el castillo concreto, se podría referir a Burgdorf. En 1139 fue mencionado como el Castillo de Arriba, lo que implica que había un Castillo de Abajo cercano. En 1210 se llamó castello Burgdorf.
En 1090, los Zähringens heredaron los terrenos de la familia Rheinfelder, cuando murió su último heredero varón. En 1127, el Emperador Lotario III concedió al duque Conrado de Zähringen el rectorado sobre gran parte de Borgoña. Con esta autoridad, empezaron a acumular terrenos y poder. Durante esta época los Zähringens fundaron varias ciudades, incluida Burgdorf. En 1200, bajo el duque Bertoldo V, se amplió el Castillo de Burgdorf. El antiguo castillo consistía en una garita y una muralla adjunta. Berthold V añadió una torre, una torre del homenaje y un vestíbulo que conectaba las dos. El antiguo mercado y ciudad estaba al norte del castillo, al pie de la colina.
Tras la extinción de la línea de los Zähringen, Burgdorf pasó a ser propiedad de los condes de Kyburg. Bajo los condes de Kyburg o Neu-Kyburg, el Castillo de Burgdorf era la capital del condado, y los condes eran los alcaldes de la ciudad de Burgdorf. Bajo los Kyburgs, se añadieron más fortificaciones al castillo. Se extendió la cortina del lado norte y se añadieron dos torres semicirculares. También se ampliaron y reforzaron las murallas del este y el oeste. Cuando se extinguió la línea de Kyburg en 1264, el castillo pasó a Eberhard de Habsburgo, quien se casó con Ana de Kyburg. Eberhard se convirtió entonces en el conde de Neu-Kyburg.
En el siglo XIV, los Neu-Kyburgs se endeudaron cada vez más. El 11 de noviembre de 1382, el conde Rodolfo II de Neu-Kyburg lanzó una redada contra la ciudad de Solothurn para obligar a la ciudad a que perdonara sus deudas. Para la ciudad de Berna, este ataque a una ciudad aliada representó una oportunidad excelente para romper su relación con los Neu-Kyburgs. En marzo de 1383 los ejércitos de Berna y Solothurn atacaron Burgdorf y sitiaron la ciudad durante 45 días, pero fue inútil. Sin embargo, el 5 de abril de 1384 los condes de Neu-Kyburg fueron obligados a vender las ciudades y castillos de Burgdorf y Thun a Berna por 37 800 florines a cambio de la paz.

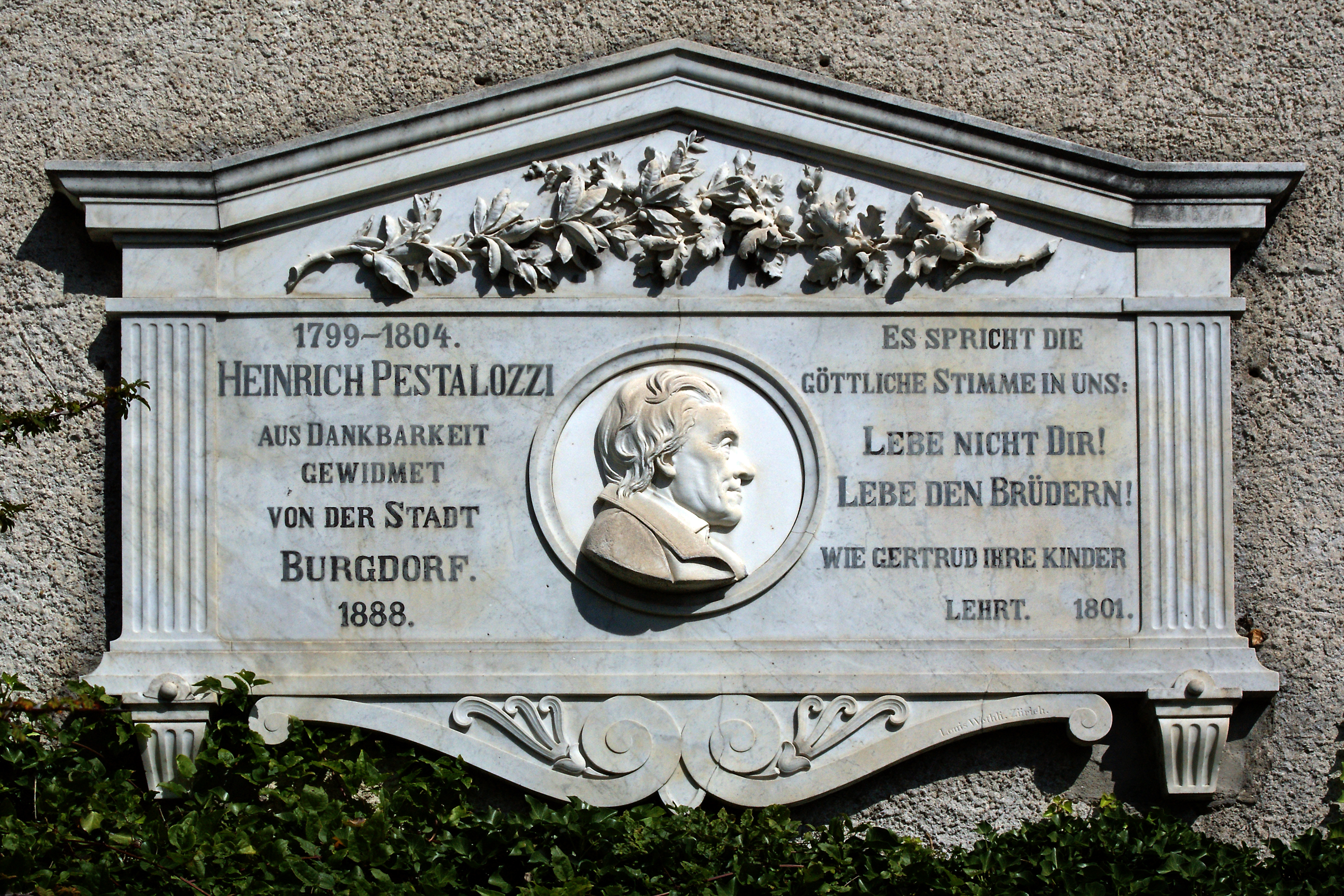
Placa que recuerda la escuela de Pestalozzi en el castillo.

Tras la guerra de Burgdorf, el castillo se convirtió en sede del administrador de Berna. Bajo su dominio, el castillo se modificó de nuevo. En 1540 se demolieron las adiciones de los Kyburg al gran vestíbulo. En 1559 se construyó una nueva garita sobre los antiguos cimientos, y en 1580 se añadió una pequeña torre de escalera a la torre del homenaje. Por último, en 1729 se añadió una nueva ala al este del patio, que contenía apartamentos y un granero.
Durante la invasión francesa de 1798 y la creación de la República Helvética, el último administrador de Berna, Rodolfo de Erlach, temía que el castillo fuera saqueado o quemado. Trasladó todos los archivos del gobierno a una iglesia cercana. Afortunadamente, el castillo se salvó y todos los documentos se conservaron. Durante la República Helvética, el castillo se usó primero como un hospital militar. Posteriormente, en 1800, el famoso educador Heinrich Pestalozzi fundó una escuela en el colegio. Solo cuatro años después, la administración cantonal se hizo cargo el castillo y lo convirtió en oficinas gubernamentales. En 1886 el castillo fue renovado y abrió el Museo del Castillo en el llamado Salón del Caballero.